# Аролдо Домінгес
Аролдо Перейра Домінгес (порт. Haroldo Pereira Domingues; 18 березня 1897, Ріо-де-Жанейро — невідомо) — бразильський футболіст, нападник.

## Кар'єра
Аролдо Домінгес почав свою кар'єру в 1913 році в клубі «Америка» з рідного міста Ріо-де-Жанейро і в перший же рік виграв з командою чемпіонат штату. Через рік команда посіла друге місце, пропустивши вперед «Фламенго». У 1915 році клуб зайняв третє місце, а Аролдо зайняв друге місце в списку бомбардирів з 14-ма голами. Через рік Аролдо забив лише 1 гол, але це не завадило «Америці» виграти титул чемпіона штату Ріо.
В 1917 році Домінгес перейшов в «Сантос», в якому провів 5 сезонів, перш ніж завершив свою кар'єру в 1922 році.
З 1917 по 1919 рік Аролдо виступав за збірну Бразилії, за яку провів 4 гри і забив 6 голів, два з них у двох матчах на чемпіонаті Південної Америки 1919 року, де він був граючим тренером збірної команди.

## Досягнення
- Чемпіон штату Ріо-де-Жанейро: 1913, 1916
- Чемпіон Південної Америки: 1919
- Бронзовий призер Чемпіонату Південної Америки: 1917